# Talcher
|  | Per a altres significats, vegeu «Talcher (ciutat)». |

Talcher fou un estat tributari protegit d'Orissa. Tenia una població de 60.432 habitants el 1901 i la superfície era de 1.033 km². Limitava al nord amb els estats de Bamra i Pal Lahara, a l'est amb Dhenkanal i al sud i oest amb el districte d'Angul. Estava creuat pel riu Brahmani. La capital era Talcher (ciutat). El 1931 tenia 69.702 habitants.
El raja reclamava ser descendent de la família reial de Jaipur. Els ingressos eren de 65.000 rupies i el tribut al govern britànic de 1.040 rupies. Hi havia 293 pobles i el 99% dels habitants eren hindús. Les castes principals eren els chases i els pans. L'estat fou fundat el segle XII. Raja Narahari Singh governà del 1471 al 1480 i el va succeir el seu fill Uday Narayan Singh amb seu a Bhimanagari, que va rebre del rei Gajapati d'Orissa el títol de Birabara Harichandan. El raja Padmanabha Birabara Harichandan (1575-1598), el novè raja de Bhimanagari, va rebatejar l'estat com Talcher pel nom de la deessa familiar Taleswari.

## Bandera
Rectangular dividida horitzontalment en tres franges: groc al damunt, ver al centre i blanc a la part inferior.

## Llista de governants
- Padmanabha Birabara Harichandan 1575-1598
- Chakradhar Birabar Harichandan 1598-1651
- Gopinath Birabar Harichandan 1651 - 1711
- Ramchandra Birabar Harichandan 1711 - 1729
- Pitambar Birabar Harichandan 1729 - 1740
- Birabar Harichandan 1740 - 1752
- Krishna Chandra Birabar Harichandan 1752 - 17..
- Birabar Harichandan 17.. - 1766
- Ayadi Birabar Harichandan 1766 - 1774
- Nimai Charan Champati Birabar Harichandan 1774 - 1778
- Bhagirathi Birabar Harichandan 1778 - 1846
- Dayanidhi Birabar Harichandan 1846 - 1873
- Ramchandra Birabar Harichandan 1873 - 1891
- Kishor Chandra Birabar Harichandan 1891 - 1945
- Hrudaya Chandra Dev Birabar Harichandan Mahapatra 1945 - 1948 (+1970)